# Steye
Steye is een geslacht van weekdieren uit de klasse van de Gastropoda (slakken).

## Soort
- Steye janasaraiarum Faber, 2004